# と学会
と学会（とがっかい）は、「世間のトンデモ本やトンデモ物件を品評することを目的としている」と謳っている、日本の任意団体。
なお、名称に「学会」とあり、さらに公式HPにもTHE ACADEMY OF OUTRAGEOUS BOOKSなどと表記しているが、学会やそれに類する学術団体ではない。あくまで非アカデミックな私的団体である。

## 概説
『トンデモ本の世界』をはじめとする著作群で知られる。
1992年に設立。SF作家山本弘が元会長を務めていた“読書集団”であり、「著者の知識の欠如や妄想により、著者の意図とは異なる楽しみ方ができる」トンデモ本を「バード・ウォッチングのように楽しむ」探求・愛好団体、と当人たちは語っている。「と学会」の目的は「あくまでもトンデモ本を楽しむことにある」と当人たちは謳っている。だが、実際には出版物は、元会長を中心として執筆者らが、超常現象、オカルト、陰謀論、疑似科学を否定的に扱ったりひやかしたりする文章が多いために、しばしば“オカルト否定団体”だと認識されている。だがそうした認識に対して、元副会長の藤倉珊は、「単にそうした分野にトンデモが多いだけで、とくにオカルトを標的にしているわけではない」としている。なお、元運営委員の唐沢俊一によれば、会の結成以前からの流れとしてトンデモ本に対する論破・ツッコミを中心にする山本弘と、トンデモ本が存在する現状の観察に重きをおく藤倉珊という二派が存在しているという。また、志水一夫のように超常現象は実在しているとする人、さらには稗田おんまゆらのような占師・オカルティストも会員に含まれている。
「と学会」自体は、オカルト系のみならず「著者の執念・妄想で奇怪な内容になった実用書、マーケティングをした形跡のない出版意図の不明な本、ブーム便乗本、設定やストーリーが支離滅裂な小説、間違った内容の多すぎるベストセラーなどもトンデモ本として“楽しむ”対象である」としており、また「作り手の意図どおりで厳密には後述の定義から外れるが意外な世界を体感できる“亜トンデモ”も扱っている」とも述べている。更には、書籍以外にもあらゆるおかしなものを扱っている。
「と学会」の書籍がとりあげた本の著者のトップ3は、大槻義彦、矢追純一、武田了円（ニャントロ星人陰謀論者）である。

## 歴史

### 名称
「と学会」が正式名称であり、「トンデモ本学会」の略ではない。「と学会」で取り上げられた者（近年では副島隆彦など）、「と学会」に否定的な立場で語るものだけではなく、一般のメディアや、かつては会員の一部でもこの点を間違えていた(いる)事がある。
第1回トンデモ本大賞終了後に会の設立を決定後、打ち上げの席での山本弘と藤倉珊の会話から名称が決定した。自分たちはトンデモないものを「と」と総称していると藤倉から聞き、語感が間抜けでいいとして山本が「と学会」と名付けた。

### 設立経緯
当初はパソコン通信ニフティサーブの仲間内の掲示板であるパティオで情報交換していたが、インターネット上での情報交換に移行すると、年に4回程度の会員による例会（非公開）が開かれ、その成果を書籍あるいは同人誌、日本トンデモ本大賞の公開講義の形で発表している。商業出版された書籍の印税に関しては、執筆者の担当したページ数に比例して支払額が振り分けられている。
1992年に日本SF大会の企画の一つとして行なわれた日本トンデモ本大賞を引き継ぐ形で発足。以後雑誌『宝島30』の「今月のトンデモ本大賞」を皮切りに様々な媒体を通じて活動を行なっている。雑誌『宝島30』では創刊号の1993年6月号から休刊号になる1996年6月号まで連載。途中で「今月のトンデモ本」にタイトルを変更。執筆は山本弘と藤倉珊が交代で担当した。『宝島30』の連載の好評を受けて、この連載を基に同人誌の一部の内容を加えて大幅加筆して、1995年に出版した初の単行本『トンデモ本の世界』は、その数か月前に起こったオウム真理教事件で疑似科学やカルト宗教の異様さに関心が集まった中での発売となり、10万部を超えるベストセラーとなって「と学会」の名を一躍世間に知らしめた。2003年には、日本トンデモ本大賞の発表を初めてSF大会から独立したイベントとして開催した。2017年9月に目黒雅叙園にて25周年記念イベントを行った。

## 会員
会員数は2008年に約100名、2010年に約120名で微増傾向にあるという。現在、一般からの入会の申請は受け付けず、会員2名の推薦があった場合のみ入会が認められている。会の規約はこの入会の規定と会費を納めることだけであり、会員の思想や信条は問わない。そのため、会員は必ずしも超常現象否定派や疑似科学批判者だけというわけではなく、作家や落語家、大学の教員はもちろん、宗教家や占い師、ヒーラーや新しい歴史教科書をつくる会会員などもおり、幅広い。
もっとも、疑似科学と見られがちな分野の者がと学会会員として活動するのはやはり精神的に辛く、それゆえと学会会員としての活動を控える事もある。
男女比率は男性が圧倒的に多く、女性会員の割合は2004年時点で2割に満たない。
2007年の時点で、と学会には若い会員があまり入会せず、年代は40歳代が中心になっている。若い会員があまり入会しない理由について、元会員で作家の岡田斗司夫は、「と学会での発表のために本を読んで面白いものを見つけることを継続して行なうのが若い年代には難しいからではないか」と解釈した。

## 会員・運営委員

### 運営委員
藤倉珊（アマチュアライター）
当初は副会長にしてトンデモ本という概念の生みの親ながら、「つっこみやすい本をえらんでつっこむという手法」に疑問を感じるようになったなどの理由により、と学会へ書評を寄せることは一時少なくなり、副会長の座も降りた。活動再開の理由は、内容が明らかにおかしいのにベストセラーになったり、マスコミに好意的に取り上げられたりするものを指摘するためとし、『カルト資本主義』（斎藤貴男）や『奇跡の詩人』、『水からの伝言』シリーズ（江本勝）等を取り上げている。特に『カルト資本主義』などのソニー批判に対して激昂して、他の書評と文体が著しく異なる。似顔絵が美形なのは眠田直いわく「ゴネ得」だという。
永瀬唯（SF史家、技術文化史家、専門学校講師、学会誌編集者）
疑似科学、偽史、超常現象、SFゲットーを批判的に研究。
2017年時点で「たぶん10年以上、と学会に顔を出していない」という。
皆神龍太郎（医学雑誌副編集長）
疑似科学に関する記事を『科学朝日』に掲載。
眠田直（漫画家、脚本家、ゲームクリエーター）
「トンデモ本」シリーズで挿絵・漫画担当になることが多い。

### 一般会員
（以下五十音順）
青井邦夫（イラストレーター）

明木茂夫（中京大学国際教養学部教授）

天羽優子（山形大学理学部准教授）

伊東岳彦（アニメ作家、イラストレーター）

江藤巌（宇宙開発評論家、科学ジャーナリスト）

大江・留・丈二（北朝鮮マンガ・アニメコレクター）
『韓国いんちきマンガ読本』『北朝鮮アニメ大全』著者
開田あや（作家）

開田裕治（イラストレーター）

かに三匹
韓国特撮/アニメ・宗教アニメ・人権アニメの評論を執筆。「韓国アニメ大全」著者
川口友万（サイエンスライター）

気楽院
バカ宗教愛好結社「埼京震学舎」主宰。
桐生祐狩（作家）
数少ない女性の創設メンバーの一人。
桑満 おさむ（医師、五本木クリニック院長）
五本木クリニック院長ブログでトンデモ医学を紹介。『“意識高い系"がハマる「ニセ医学」が危ない!』著者
声（タレント）
「日本トンデモ本大賞」の司会進行役をつとめる。

酒井和彦
公式グッズ製作担当（バッジや半纏、手ぬぐいなど）。

朱雀辰彦
瀧川鯉朝（落語家）

立川談之助（落語家）

多摩坂真逆（フリー編集者）

新田五郎（マンガ研究家）
『トンデモマンガの世界』や『トンデモマンガの世界2』に寄稿している。
原田実（古代史研究家）
古代史・偽史研究家。著書に『トンデモニセ天皇の世界』（文芸社）、『オカルト「超」入門』・『江戸しぐさの終焉』（いずれも星海社新書）など。
稗田おんまゆら（占い師）
著作が「トンデモ本の逆襲」で紹介されたこともある「逆コウモリ」。と学会の観察対象者をさす呼称のひとつに「鳥」（前述のバードウォッチングの比喩に基づく）があるが、稗田はイソップ童話のどっちつかずのコウモリを引き合いに「ビリーバーに水をかけ、逆に懐疑論者には信じさせようとする」というスタンスを表明している。
本郷ゆき緒

前野昌弘（物理学者、琉球大学理学部教官）

### 名誉会員
高須克弥（医師）
2011年に入会。

### 元会員
伊藤剛（漫画評論家、鉱物愛好家）
唐沢なをきのアシスタントをしていた関係で唐沢俊一の仕事を請負うようになり、と学会に参加した。
柳下毅一郎（特殊翻訳家）
藤倉珊と交友があり、と学会創立当初は参加していたが、藤倉の「つっこみやすい本をえらんでつっこむという手法」に疑問を感じるようになった姿勢に共鳴して、退会した。
岡田斗司夫（元ガイナックス社長、オタキング）
年会費滞納を理由に2008年5月21日に退会処分。メーリングリストでも発言がなく、幽霊会員状態だったという。
菊池誠（大阪大学サイバーメディアセンター教授）

鶴岡法斎（評論家、漫画原作者、コラムニスト）
もともとは唐沢俊一に師事していたが絶交し、と学会を退会した。

### 物故会員
志水一夫（運営委員）
山本弘と藤倉珊の両名を引き合わせた張本人であり、本人曰く仲人役。2009年7月3日、胃癌のため逝去、55歳没。
横田順彌（SF作家）
と学会設立のきっかけとなった藤倉珊の同人誌『日本SFごでん誤伝』のタイトルの元ネタ『日本SFこてん古典』の著者。このことから入会を勧誘して入ってもらったという。2019年1月4日、心不全のため逝去。
山本弘（作家）
在籍時は会長にして「トンデモ本」シリーズの大半の執筆者だったが、例会ではカルトな映像作品や玩具の紹介が多い。と学会の名付け親であり、設立の提案者であることから会長となった。本人いわく「当初は会長になる気はなかったが押し付けられた」とのこと。
2014年4月11日に会長を退任ならびに会から脱退したことを4月30日付の自身のブログにて発表。2024年3月29日逝去、68歳没。
唐沢俊一（B級物件評論家、古書収集家）
元運営委員の一人。脳天気本の概念を提唱。B級カルト本を収集し、貸本漫画、少女小説などの発掘・復刻を行っている。2017年12月に退会。2024年9月24日逝去、66歳没。
植木不等式（お笑いサイエンスライター）
元運営委員の一人。2009年に退会したが、2010年の『トンデモマンガの世界2』に非会員として寄稿。2025年5月25日逝去、66歳没。

### 会員と会員番号
会員にはそれぞれ会員番号が割り振られているが、現在用いているものは入会時期や役職とは関係なしにある年の会費の支払いが早かった順で決めたもの（それ以降の参加者は入会が早い順）であり、そのため元会長の山本弘が会員番号68である一方最年長ではあるものの創設メンバーではない江藤巌が会員番号4となっている。なお、それぞれ原子番号が同じ元素名が当てはめられており一般会員の中には会誌や例会本での筆名に「イットリウム39」「らじうむ素山」のように該当する元素を用いている例もある。

## 紋章
と学会の紋章は、「と」のマークが随所に（当初は7個、現在8個）ちりばめられた双頭の鳥を図像化したものであるが、これは山中峯太郎の『敵中横断三百里』に登場する紋章のパロディである。

## と学会名義で出版されている著作

### 「トンデモ本の世界」シリーズ
1997年3月時点で、『トンデモ本の世界』『トンデモ本の逆襲』の2冊の売上は30万部。
- 『トンデモ本の世界』（1995年5月、洋泉社、ISBN 4896911660）　第27回星雲賞受賞（ノンフィクション部門）
  - 文庫版（1999年2月、宝島社、ISBN 4796614672）（2006年5月、洋泉社、ISBN 4862480241）
- 『トンデモ本の逆襲』（1996年4月、洋泉社、ISBN 489691208X）　第28回星雲賞受賞（ノンフィクション部門）
  - 文庫版（2000年1月、宝島社、ISBN 479661690X）（2006年6月、洋泉社、ISBN 4862480373）
- 『トンデモ本1999』（1999年1月、光文社、ISBN 4334972047） - 雑誌連載記事を収録したものであるため、他と比較して紹介数が多く、一記事あたりのページ数が少ない。また、章立てが「UFO」や「疑似科学」といったジャンル別に分けられていない。文庫版では、 『トンデモ本の世界Q』に改題されている。
  - 文庫版『トンデモ本の世界Q』（2009年8月、楽工社、ISBN 9784903063348）
- 『トンデモ本の世界R』（2001年10月、太田出版、ISBN 4872336089） - 当初の題は「トンデモ本2001」の予定だったが、当時｢2001｣と名のつく本が多かったため変更。Rの理由は特になく、編集者のノリだった[27]。「Rだといまさらセーラームーンにはまっていそうだから『もーっと!トンデモ本の世界』にすればよかったかも」とは山本の弁（『トンデモ本の世界T』p3）。以降のシリーズがS、T、U…となることは、Rの時点で示されている。
- 『トンデモ本の世界S』（2004年6月、太田出版、ISBN 4872338480）
- 『トンデモ本の世界T』（2004年6月、太田出版、ISBN 4872338499）
- 『トンデモ本の世界U』（2007年10月、楽工社、ISBN 9784903063140）
- 『トンデモ本の世界V』（2007年10月、楽工社、ISBN 9784903063157）
- 『トンデモ本の世界W』（2009年10月、楽工社、ISBN 9784903063362）
- 『トンデモ本の大世界』（2011年6月、アスペクト、ISBN 9784757219380）
- 『トンデモ本の世界X』（2011年7月、楽工社、ISBN 9784903063508）
- 『トンデモ本の新世界』（2012年11月、文芸社、 ISBN 9784286131436）
- 『タブーすぎるトンデモ本の世界』（2013年8月、サイゾー、 ISBN 9784904209301）
- 『日・中・韓 トンデモ本の世界』（2014年9月サイゾー、 ISBN 978-4904209554）水野俊平、百元籠羊 - 山本弘会長脱会後初のシリーズ。

### 「トンデモ超常現象」シリーズ
- 『トンデモ超常現象99の真相』（1997年3月、洋泉社、ISBN 4896912519）山本弘、志水一夫、皆神龍太郎 
  - 文庫版（2000年5月、宝島社、ISBN 4796618007）
- 『トンデモ超常現象56の真相』（2001年8月、太田出版、ISBN 4872335988）皆神龍太郎、志水一夫、加門正一 - 皆神が監修を手がける「Skeptic Library」シリーズの一冊でもある。
  - 『新・トンデモ超常現象60の真相』（『56の真相』の改訂版）（2007年2月、楽工社、ISBN 9784903063072）

### 「例会本」シリーズ
- 『と学会白書 Vol.1』（1997年9月、イーハトーヴフロンティア、ISBN 4900779172）
- 『トンデモ世紀末の大暴露』（1998年4月、イーハトーヴフロンティア、ISBN 4900779245）
- 『トンデモ創世記』（1999年8月、イーハトーヴフロンティア、ISBN 4900779423）唐沢俊一、志水一夫
  - 文庫版（2002年7月、扶桑社、ISBN 4594036236）
- 『と学会年鑑2001』（2001年1月、太田出版、ISBN 4872335562）
- 『と学会年鑑2002』（2002年2月、太田出版、ISBN 4872336372） - これ以降、年鑑の表紙デザインが「運営委員8人と中で発表されたトンデモ物件」のイラストに統一される。
- 『と学会年鑑BLUE』（2003年5月、太田出版、ISBN 4872337476）
- 『と学会年鑑Rose』（2005年6月、楽工社、ISBN 4903063003）
- 『と学会年鑑YELLOW』（2006年4月、楽工社、ISBN 4903063038）
- 『と学会年鑑GREEN』（2006年6月、楽工社、ISBN 4903063046）
- 『と学会年鑑ORANGE』（2007年4月、楽工社、ISBN 9784903063096）
- 『と学会年鑑AQUA』（2008年4月、楽工社、ISBN 9784903063195）
- 『と学会年鑑BROWN』（2009年1月、楽工社、ISBN 9784903063287）
- 『と学会年鑑KIMIDORI』（2009年5月、楽工社、ISBN 9784903063317）

### 「と学会レポート」シリーズ
- 『と学会レポート 人類の月着陸はあったんだ論』（2005年12月、楽工社、ISBN 4903063011）山本弘、植木不等式、江藤巌、志水一夫、皆神龍太郎 - アポロ計画陰謀論を主張して2004年の日本トンデモ本大賞に選出された副島隆彦『人類の月面着陸は無かったろう論』に対する反証本。
- 『と学会レポート 原田実の日本霊能史講座』（2006年10月、楽工社、ISBN 4903063054）
- 『と学会レポート ギボギボ90分！』（2006年12月、楽工社、ISBN 4903063062）永瀬唯、植木不等式、志水一夫、本郷ゆき緒、皆神龍太郎 - 宜保愛子の二時間特番の分析を本編を見ながらのオーディオコメンタリーの如く解説する、という形式で、永瀬が1994年に行った「例会での発表の最長記録」である同名の企画が元となっている。なお、題の由来（元ネタ）は『ゲバゲバ90分!!』である。
- 『と学会レポート オタク的中国学入門』（2007年7月、楽工社、ISBN 9784903063102）明木茂夫

### その他
- 『トンデモノストラダムス本の世界』（1998年7月、洋泉社、ISBN 4896913264）山本弘 - 発行部数10万部[28]
  - 文庫版（1999年6月、宝島社、ISBN 4796615253）
- 『トンデモ大予言の後始末』（2000年6月、洋泉社、ISBN 4896914694）山本弘
- 『トンデモ本 女の世界』（1999年12月、メディアワークス、ISBN 4840213240）
  - 文庫版（上下巻）（2004年7月、扶桑社、上巻：ISBN 9784594047597 下巻：ISBN 9784594047580）
- 『愛のトンデモ本』（2003年8月、扶桑社、ISBN 4594041493）
- 『トンデモ本 男の世界』（2004年8月、扶桑社、ISBN 459404770X）
- 『トンデモUFO入門』（2005年8月、洋泉社、ISBN 4896919459）山本弘、志水一夫、皆神龍太郎
- 『トンデモ日本史の真相 と学会的偽史学講座』（2007年6月、文芸社、ISBN 9784286027517）原田実
  - 『トンデモ日本史の真相 史跡お宝編』（『トンデモ日本史の真相』の文庫版・前編）（2011年2月、文芸社、ISBN 978-4-286-10302-0）
  - 『トンデモ日本史の真相 人物伝承編』（『トンデモ日本史の真相』の文庫版・後編）（2011年4月、文芸社、ISBN 978-4-286-10809-4）
- 『トンデモ超常レポート傑作選』（2007年8月、楽工社、ISBN 9784903063119）志水一夫
- 『トンデモ音楽（ミュージック）の世界』（2008年6月、小学館クリエイティブ、ISBN 9784778037017）と学会＋α 著 - CD付き。演奏は07年、08年のトンデモ本大賞の演芸コーナーに出演した杉ちゃん&鉄平。
- 『トンデモマンガの世界』（2008年8月、楽工社、ISBN 9784903063232）
- 『日本トンデモ人物伝』（2009年11月、文芸社  ISBN 9784286083919）原田実
- 『トンデモマンガの世界2』（2010年5月、楽工社、ISBN 9784903063447）
- 『トンデモニセ天皇の世界』（2013年7月、文芸社、ISBN 9784286141923）原田実
- 『と学会25thイヤーズ!』 （2017年10月、東京キララ社） と学会

この他に「と学会」主催のイベントやコミックマーケット（「と学会」あるいは会員の個人サークル）、まんだらけの通信販売などにおいて「と学会誌」と呼ばれる同人誌（2015年夏までに35号）が販売されており、最新の例会の発表内容を公表している。また過去の雑誌掲載分をまとめた「と学会アーカイブス」も販売されている。